# Ecce homo. Come si diventa ciò che si è

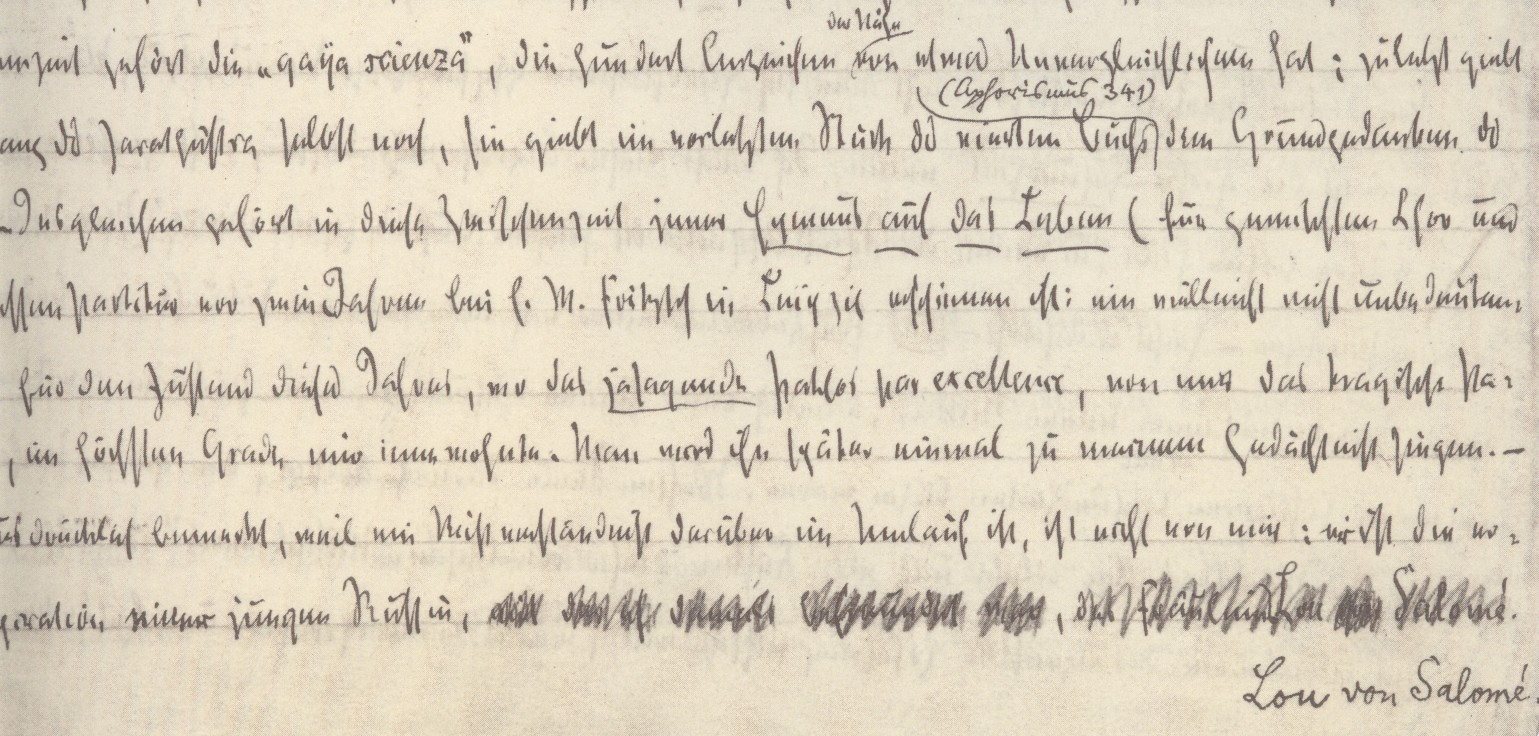
Peter Gast voleva "correggere" gli scritti di Nietzsche anche dopo il collasso del filosofo e senza la sua approvazione - il che viene pesantemente criticato dagli studiosi odierni.

Ecce homo. Come si diventa ciò che si è (Ecce homo. Wie man wird, was man ist) è un'opera filosofica autobiografica di Friedrich Nietzsche scritta nel 1888, durante il periodo in cui il filosofo visse a Torino. In Ecce homo, Nietzsche ripercorre le sue opere passate, di cui molti capitoli riportano il titolo, e corregge molte delle idee espresse in passato, rivedendole anni dopo. 
Qui Nietzsche concretizza ancora una volta il valore dicotomico che contraddistingue la sua intera opera filosofica: descrive e rivede la sua vita sotto i brucianti chiaroscuri dello spirito dionisiaco e del nichilismo passivo. In questo senso finirà l'autobiografia con una domanda: "Cristo o Dioniso?", vedendo nel cristianesimo la negazione dei valori vitali dell'Oltreuomo (Übermensch).
Paradossale, Ecce homo è il tentativo di scardinare, con le sue iperboli, la mentalità più prettamente puritana dell'Europa di quel periodo. Infatti, per evitarne una "scandalosa" esegesi, dai più venne semplicemente scartato come opera di un folle, nonostante abbia avuto tra i suoi estimatori anche Sigmund Freud, che esortò i suoi colleghi, in una delle riunioni della neonata società di Psicologia, a non trascurarlo e a vederne la profonda e sconvolgente lucidità.

## Introduzione all'opera
Ecce homo venne pubblicato per la prima volta nel 1908 con una versione ‘censurata’ dall’ex-Archivio Nietzsche e dalla sorella Elisabeth Förster Nietzsche a causa dei riferimenti alla sorella presenti nella prima edizione. Spesso l’opera è stata equivocamente intesa in senso ‘patologico’, preludio della sua imminente follia ma, come scrivono Mazzino Montinari e Giorgio Colli, “la lucidità letteraria, quella che noi vorremmo chiamare ‘la coscienza dello scrittore’, in Nietzsche rimane assolutamente limpida fino all’ultimo, fino alle soglie della ‘catastrofe’. Questo, se mai, è un elemento che vorremmo fosse aggiunto alla ‘patografia’ di Nietzsche”.
L’opera, più che diacronicamente, si snoda su un percorso tematico. Il racconto dell’uomo-Nietzsche non è narrazione soggettiva - sporadici infatti saranno i riferimenti alla sua vita - ma, come sostiene Aldo Venturelli, esprime “un’opera di astrazione e di consapevole strutturazione del suo significato”.